# Mario Galindo
Mario Enrique Galindo Calisto (Punta Arenas, 10 augustus 1951) is een voormalig profvoetballer uit Chili, die gedurende zijn carrière speelde als verdediger. Hij werd in 1979 uitgeroepen tot Chileens voetballer van het jaar.

## Clubcarrière
Galindo, bijgenaamd Pavo, speelde zijn gehele carrière in zijn vaderland Chili. Met Colo-Colo won hij driemaal de Chileens landstitel (1972, 1979, 1981) en vier keer de Chileense bekercompetitie (1974, 1981, 1982, 1985).

## Interlandcarrière
Galindo speelde in totaal 29 officiële interlands voor Chili in de periode 1972-1982. Hij maakte zijn debuut op 27 september 1972 in een vriendschappelijke interland tegen buurland Argentinië (0-2), en nam met Chili onder meer deel aan de WK-eindronden in 1974 en 1982.

## Erelijst
Colo-Colo
- Primera División

1972, 1979, 1981
- Copa Chile

1974, 1981, 1982, 1985
 Everton
- Primera División

1976